# Aleksander Aleksandrovič Bibikov
Aleksander Aleksandrovič Bibikov (rusko Алекса́ндр Алекса́ндрович Би́биков), ruski general, * 1765, † 1822.
Bil je eden izmed pomembnejših generalov, ki so se borili med Napoleonovo invazijo na Rusijo; posledično je bil njegov portret dodan v Vojaško galerijo Zimskega dvorca.

## Življenje
Leta 1767 je kot podčastnik vstopil v Izmailovski polk; leta 1774 je bil zaradi zaslug njegovega očeta povišan v zastavnika in 1. januarja 1787 še v stotnika. 
Leta 1789 je sodeloval v bojni proti Švedom, v kateri je bil tudi ranjen. 22. septembra 1786 je zapustil vojaško službo in postal dvorni kadet. 31. maja 1796 je postal dvorni gentleman. Pozneje je bil premeščen v diplomatsko službo in 1. oktobra 1798 je postal tajni svetovalec. Bil je tudi veleposlanik na Portugalskem in na Saškem, a je 1. februarja 1800 zapustil diplomatsko službo. 
Leta 1806 je postal šef milice Oranienbaumskega okrožja Peterburške province. V letih 1808-11 je bil veleposlanik v Neaplju. Leta 1812 je postal poveljnik gardistov peterburške in novgorodske milice. 
Zaradi slabega zdravlja je bil julija 1813 upokojen s činom generala milice. 